# Vávrovice (przystanek kolejowy)
Vávrovice – przystanek kolejowy w Vávrovicach (część miasta Opawa), w kraju morawsko-śląskim, w Czechach. Znajduje się na wysokości 265 m n.p.m. i leży na linii kolejowej nr 310 łączącej Opawę z Ołomuńcem.